# Shiramine-jingū
Le Shiramine-jingū (白峯神宮) est un sanctuaire shinto situé à Kamigyō-ku, Kyoto.
Le sanctuaire est dédié à la vénération des kamis de l'empereur Junnin et de l'empereur Sutoku. Deux représentations de théâtre nō sont données à la mi-septembre tous les ans en mémoire de l'empereur Sutoku.
Shiramine-jingū est aussi la demeure de la déité Seidai Myojin, connue pour être le dieu du sport et particulièrement du football.

## Kanpei-sha
En 1871, le kanpei-sha (官幣社) a déterminé la hiérarchie des sanctuaires soutenus par l'État les plus proches de la famille impériale. Les kampeisha sont les sanctuaires associés à la famille impériale. Cette catégorie comprend les sanctuaires où sont vénérés les empereurs, les membres de la famille impériale ou les serviteurs méritoires de la famille impériale. Jusqu'en 1940, Shiramine-jingū fait partie des sanctuaires impériaux de rang moyen ou kanpei-chūsha (官幣中社). Il est alors connu sous le nom « Shiramine-gū ». En 1940, le statut de Shriamine est changé pour celui de kanpei-taisha (官幣大社), qui est le rang le plus élevé. Depuis cette date, le nom du sanctuaire est « Shiramine-jingū ».
Ce sanctuaire et l'histoire de l'empereur retiré Sutoku ont inspiré le compositeur Akira Tamba qui a écrit un drame musical en trois actes, créé au Japon en septembre 2014, intitulé Shiramine.